# Parc Miniature Alsace Lorraine
Le parc miniature de Plombières-les-bains est un parc de miniatures situé dans la ville thermale de Plombières-les-Bains dans les Vosges en Lorraine.

## Historique
Initialement ouvert de 1992 à Saint-Amé au pied de la cascade du Saut de la Cuve, ce parc propose à cette époque jusqu'à 24 reproductions miniatures des hauts lieux des régions d'Alsace et de Lorraine (et une de Franche-Comté) sur un terrain aménagé de plus d'un hectare. Les maquettes en résine de polyuréthane vont de l'échelle 1/50e jusqu'au 1/10e. Annuellement, il recevait 25 000 visiteurs. Il a fermé à l'automne 2008 à la suite d'un conflit entre le propriétaire et l’exploitant.
Il rouvre ensuite le 29 avril 2012 dans le parc impérial à Plombières-les-Bains dans les Vosges. Il s'étale sur 6 000 m2 dans l’ancien enclos des daims. La société de gestion du parc à qui appartient les maquettes paie un loyer à la municipalité, propriétaire du site, qui investit quelque 220 000 € de travaux pour aménager le domaine et ses différentes infrastructures. Une nouvelle maquette est façonnée pour cette réouverture, les Thermes Napoléon de Plombières-les-Bains.
Pour la saison 2014, le parc présente 28 miniatures (4 pour le Haut-Rhin, 5 pour le Bas-Rhin, 4 pour la Meurthe-et-Moselle, 0 pour la Meuse, 2 pour la Moselle, 12 pour les Vosges, et 1 pour la Haute-Saône)

## Informations économiques
La société Parc Miniatures a été créée en mars 1992.
Au 31 octobre 2017, elle a réalisé un chiffre d'affaires de 70 600 € et comptabilisé une perte de 4 300 €.
Elle est dirigée par Georges Eric Houfflin.

## 29 lieux représentés

### Édifices médiévaux
- Cathédrale Notre-Dame de Strasbourg
- Château d'Épinal
- Château du Haut-Koenigsbourg
- Château de Malbrouck
- Maison natale de Jeanne d'Arc de Domrémy-la-Pucelle
- Église Saint-Rémy de Domrémy-la-Pucelle
- Église Notre-Dame de Champ-le-Duc (2013)
- Porte de la Craffe à Nancy

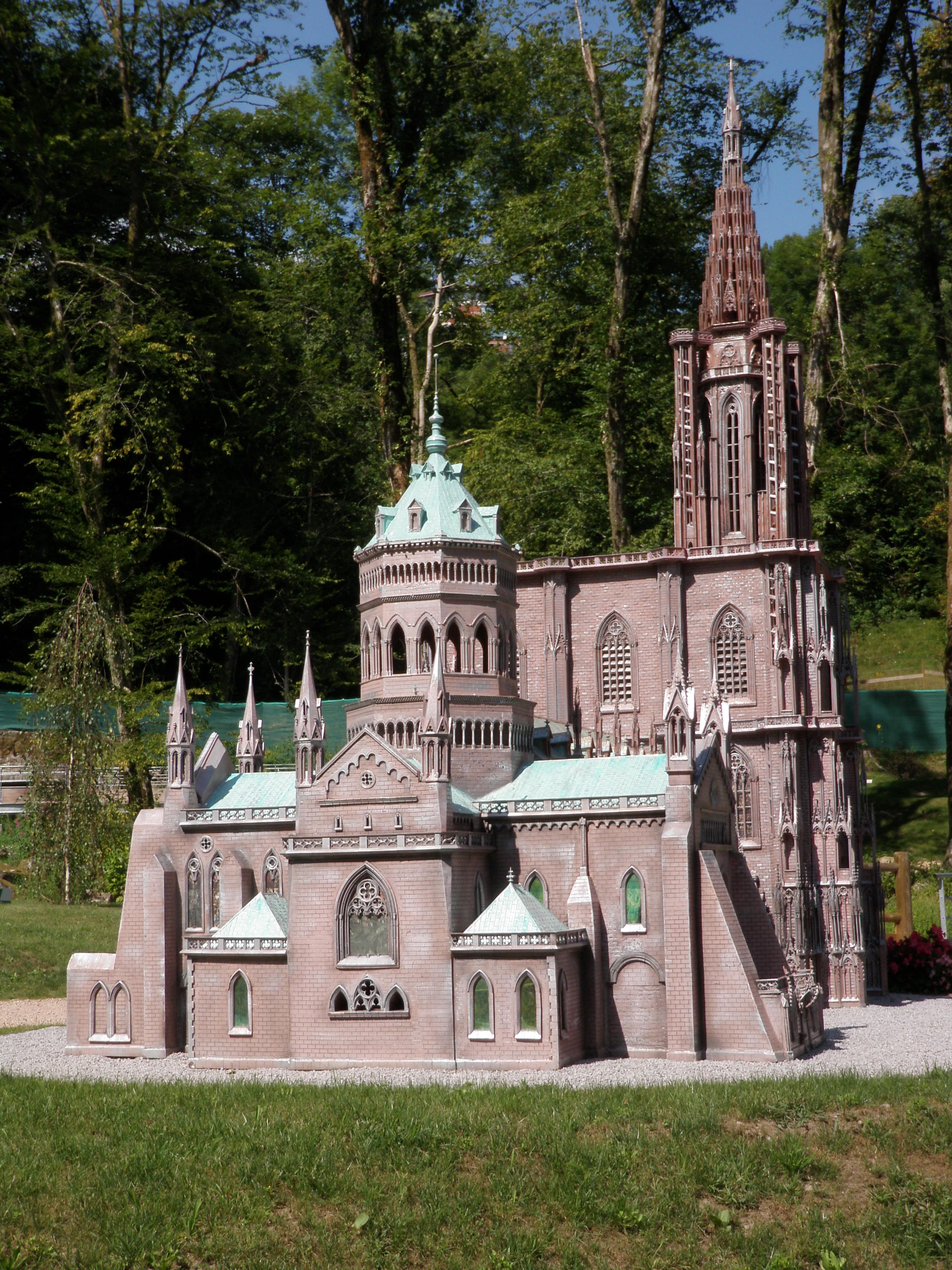
Cathédrale Notre-Dame de Strasbourg.
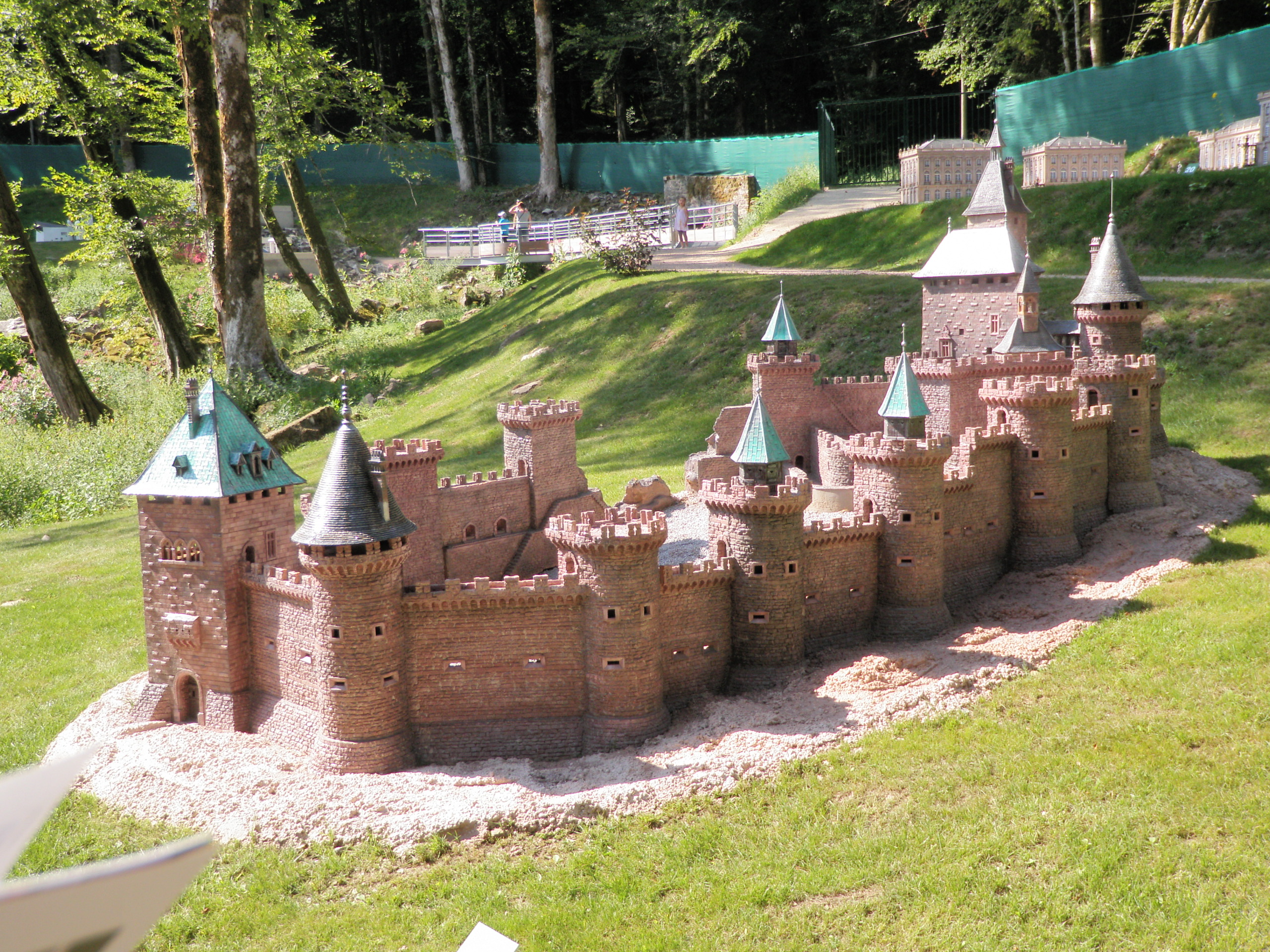
Château d'Épinal au Moyen Âge.
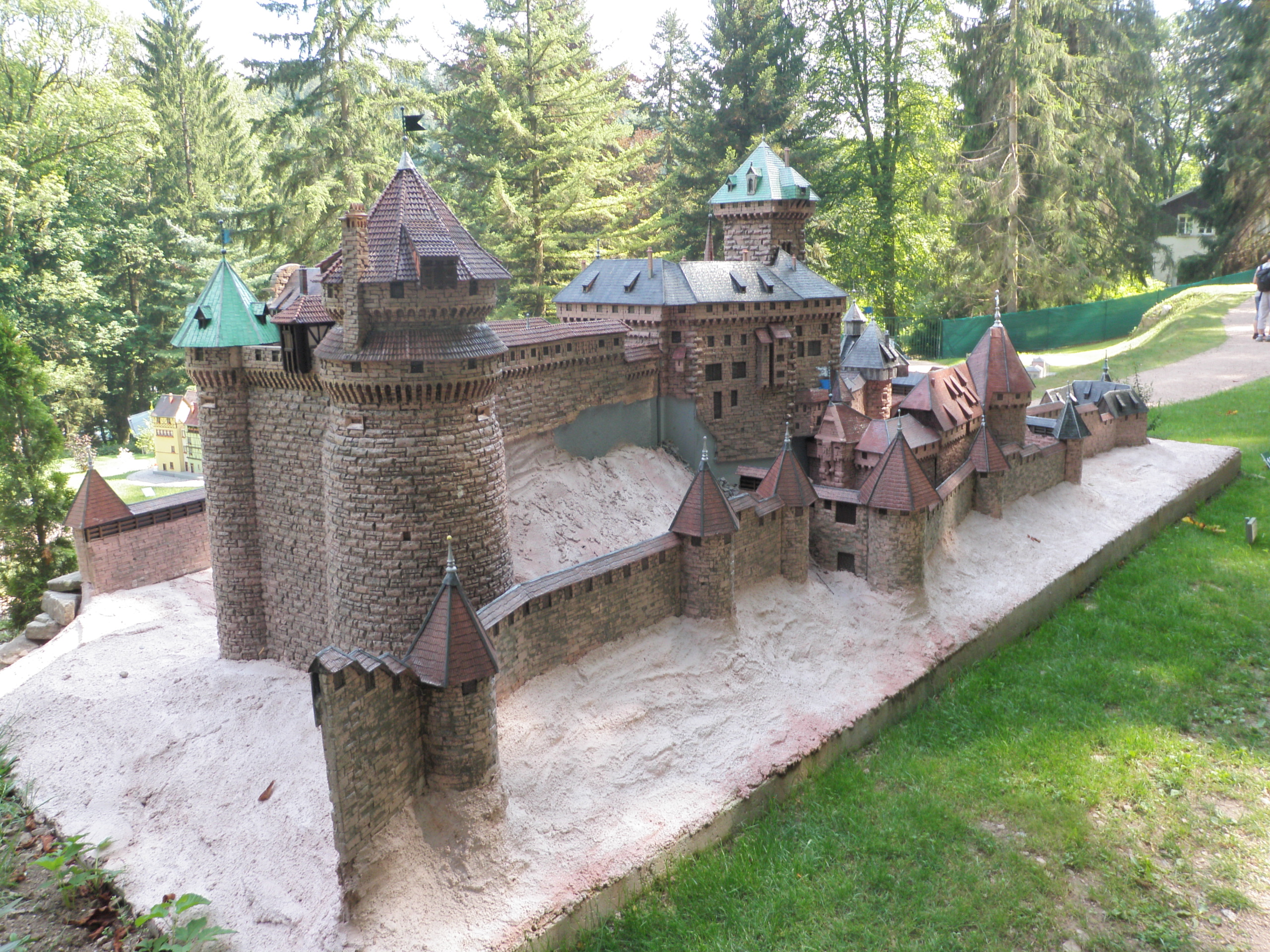
Château du Haut-Koenigsbourg.
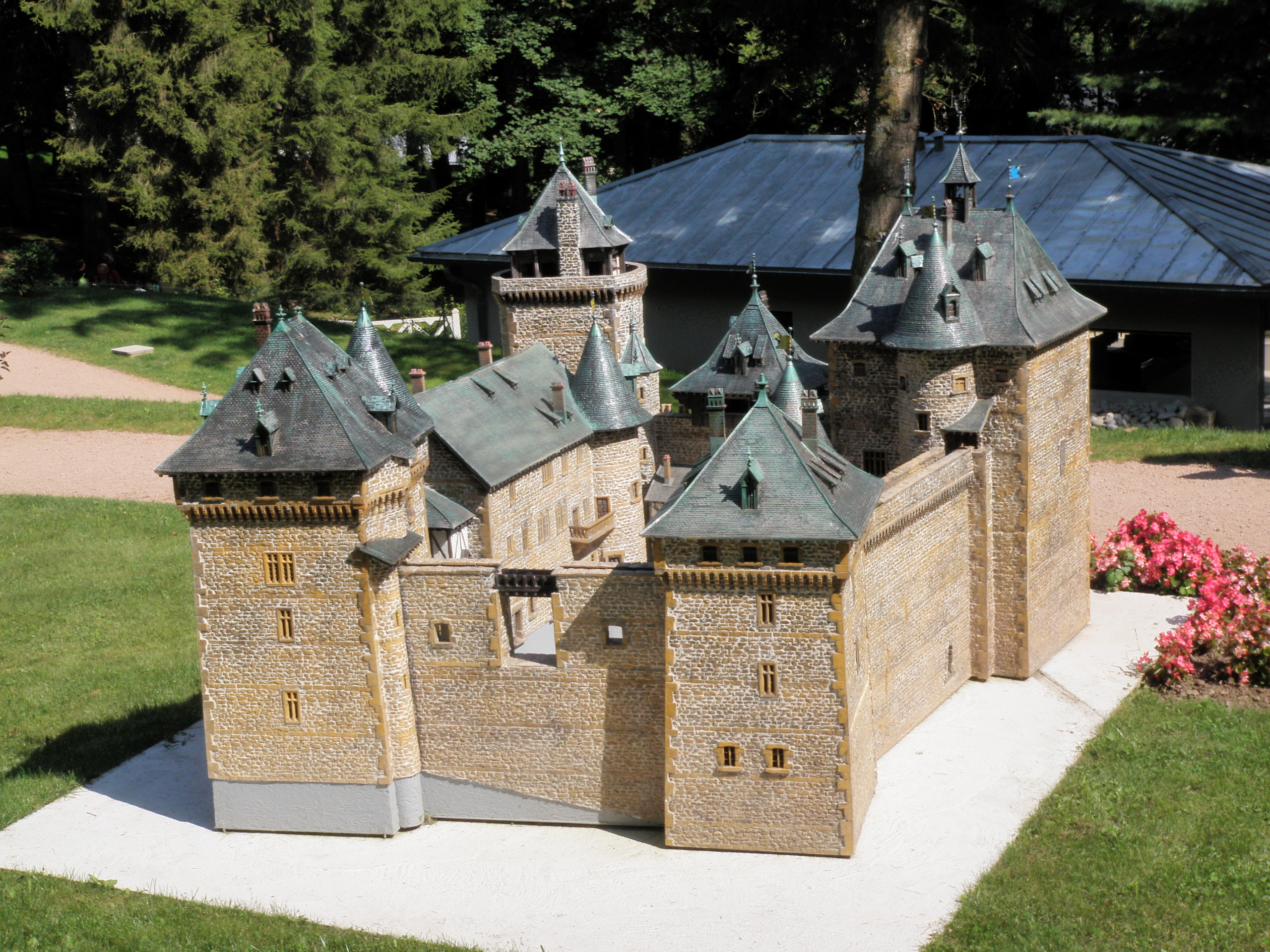
Château de Malbrouck.
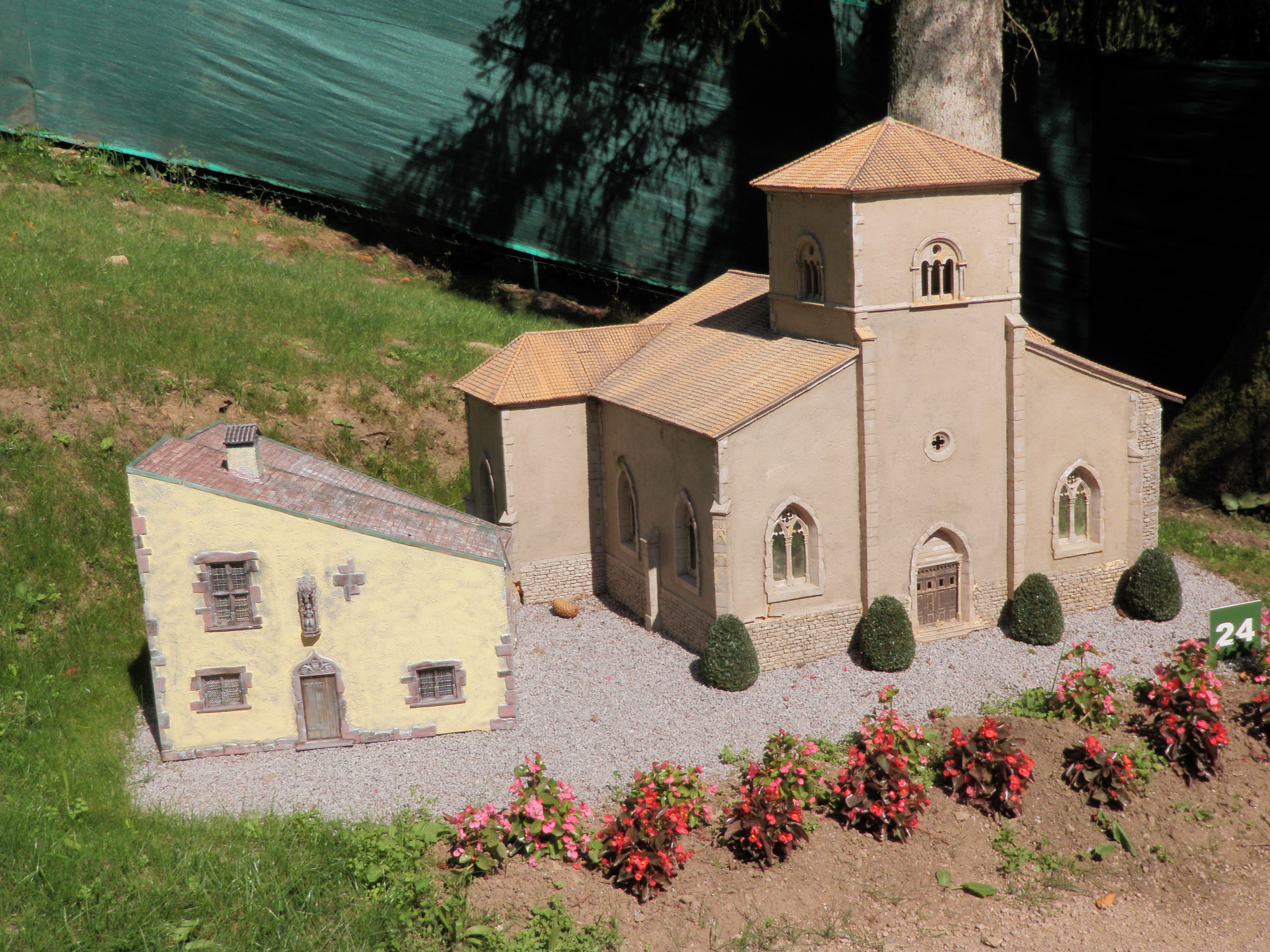
Maison natale de Jeanne d'Arc et église Saint-Rémy à Domrémy-la-Pucelle.
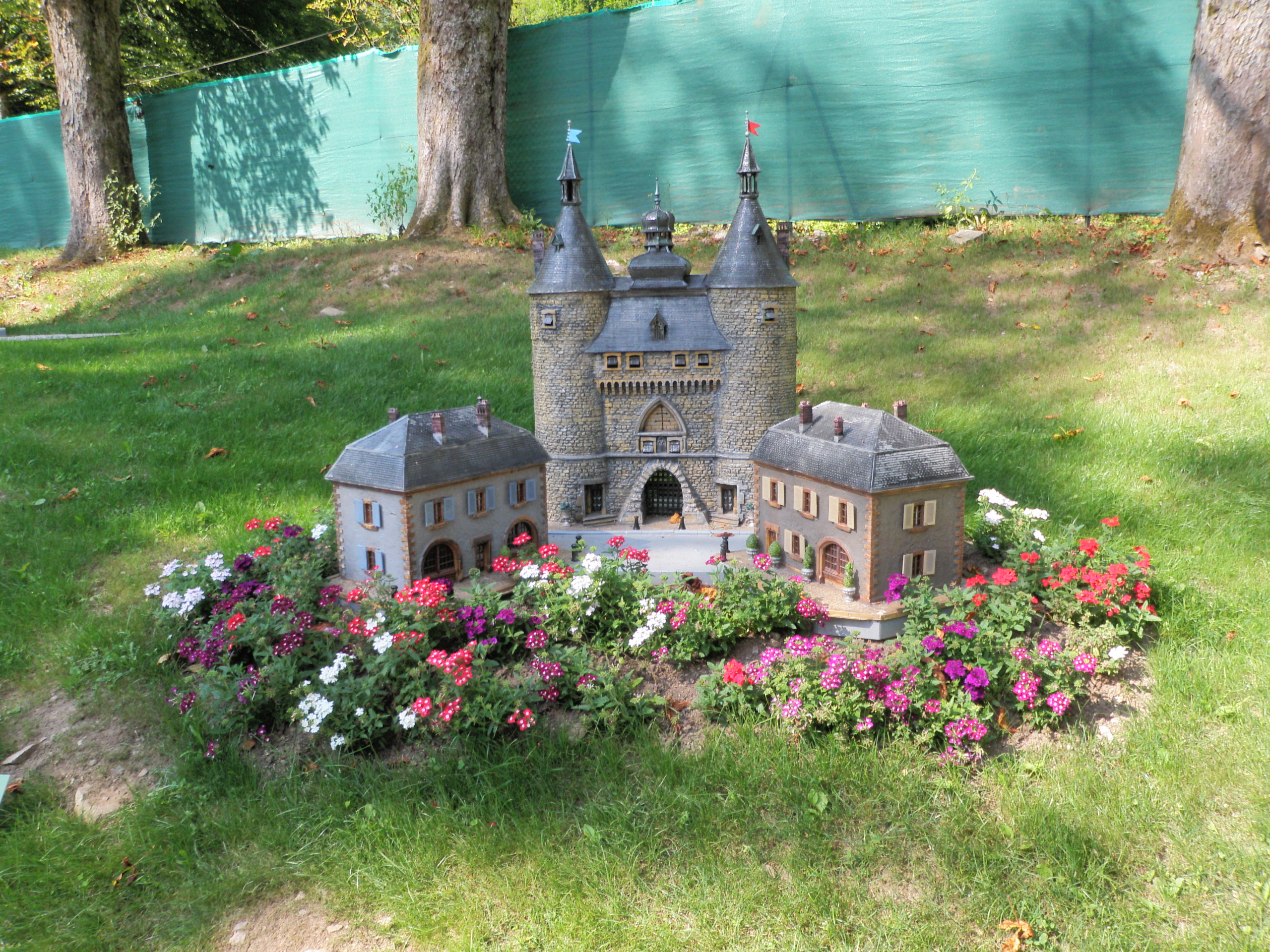
Porte de la Craffe à Nancy.

### Édifices modernes (XVIe,XVIIe,XVIIIesiècles)
- Château de Lunéville
- Château des Rohan à Saverne
- Château d'Haroué, près de Nancy
- Corps de ferme alsacienne
- Église abbatiale de Remiremont
- Ferme vosgienne
- Maison Pfister de Colmar
- Metzig de Molsheim
- Palais abbatial de Remiremont (2013)
- Place Stanislas de Nancy
- Kaysersberg
- Quartier de la Petite France à Strasbourg
- Rue des Marchands de Colmar
- Chapelle de Frère Joseph à Ventron

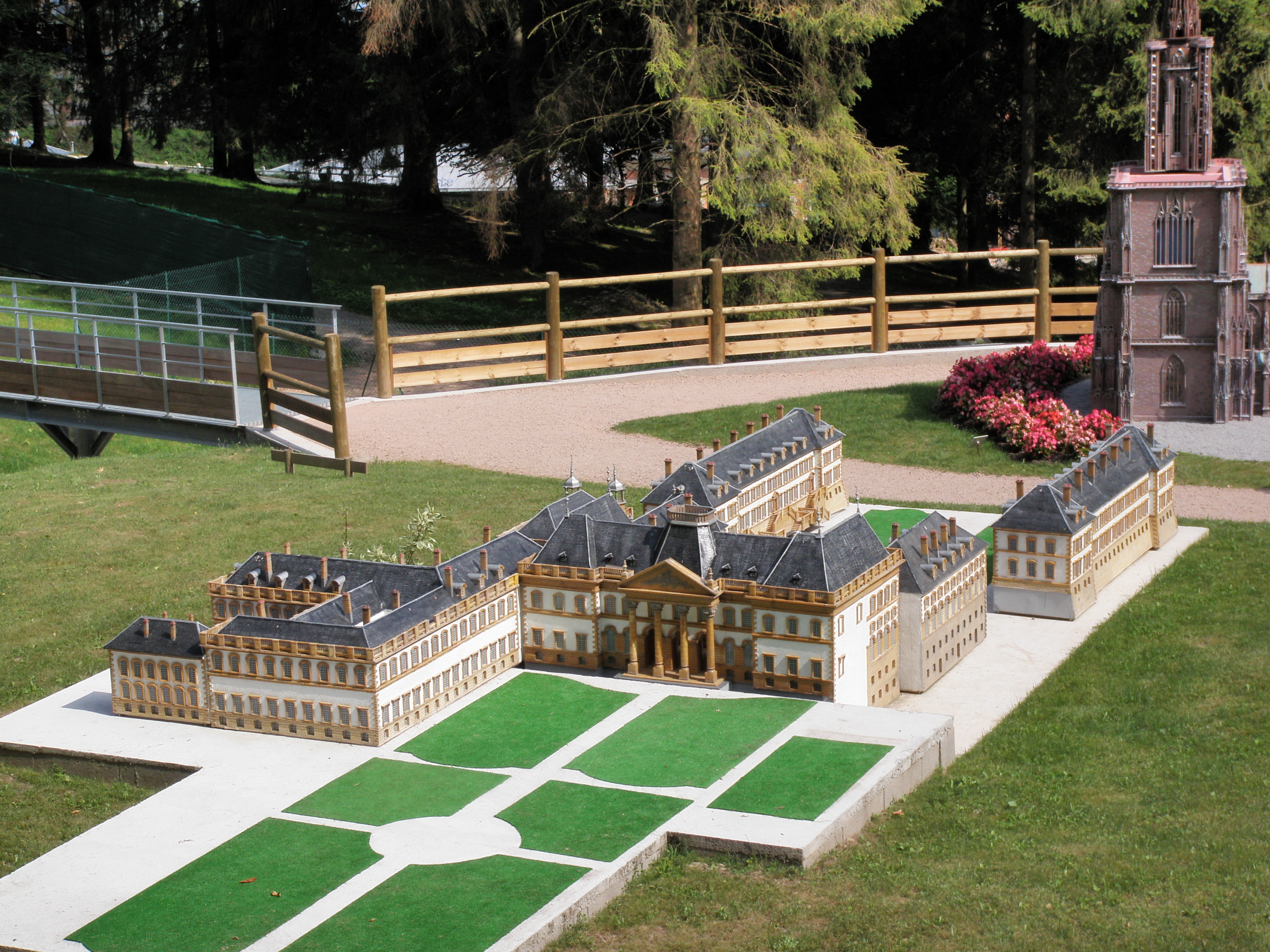
Château de Lunéville
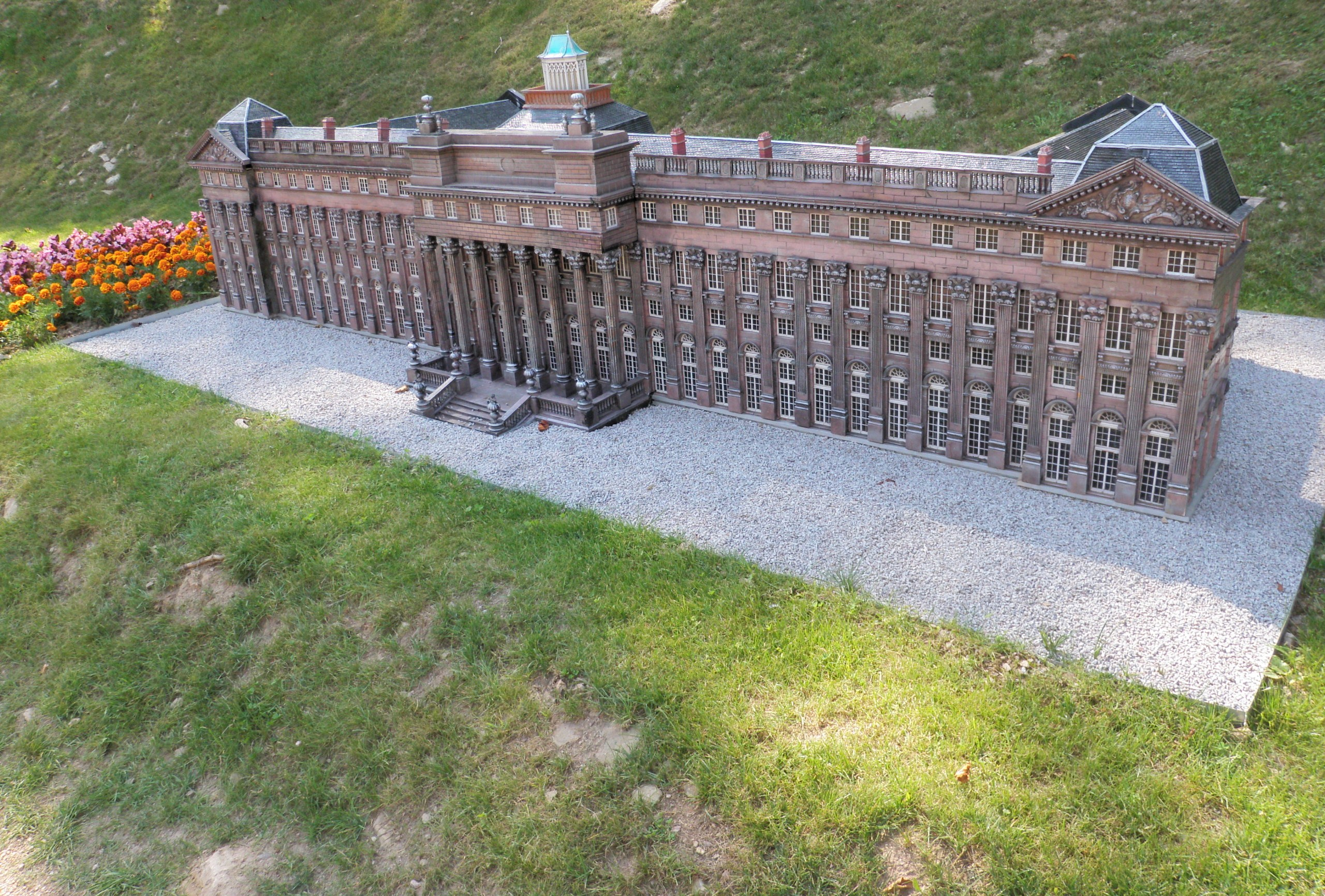
Château des Rohan à Saverne
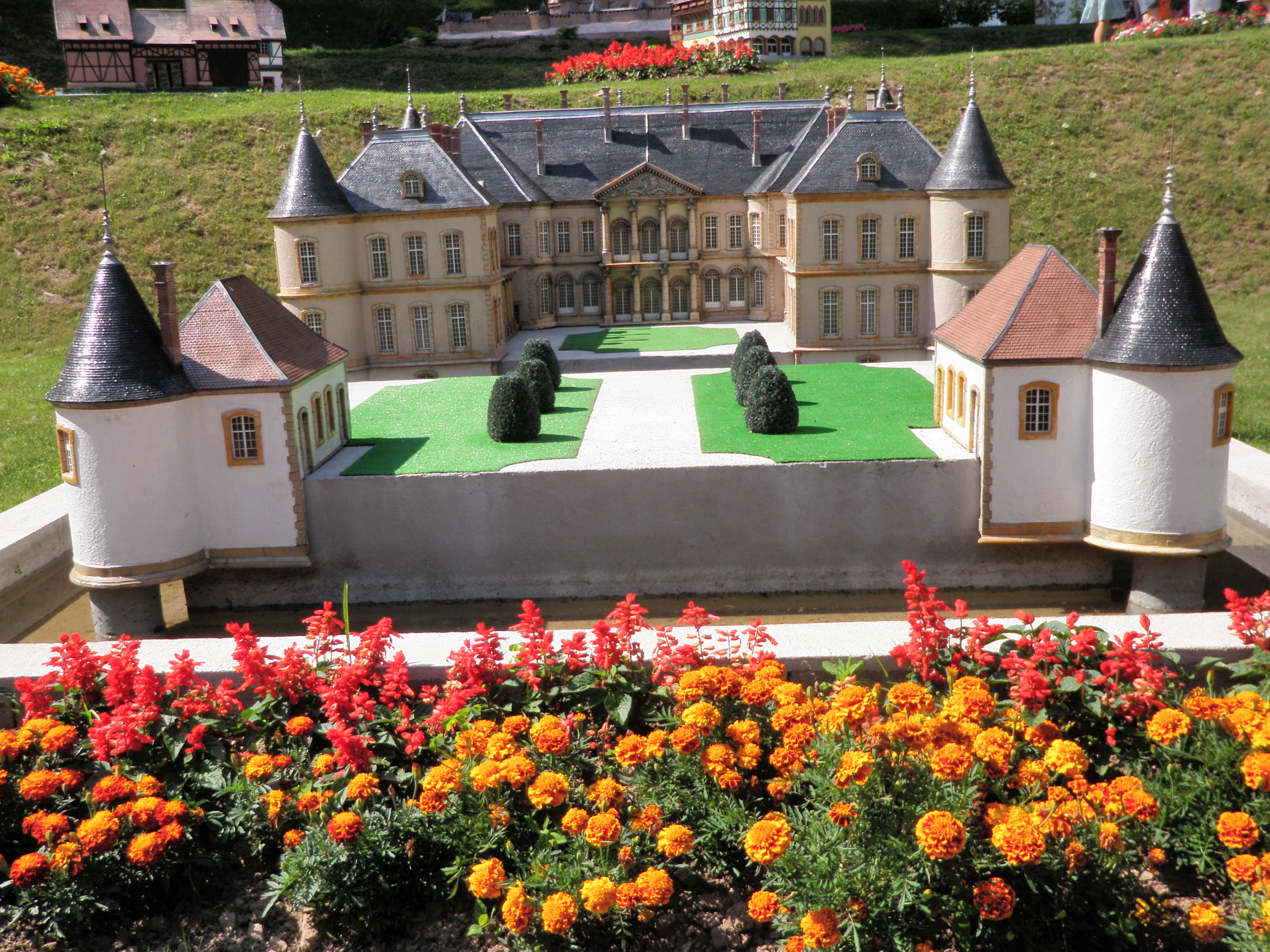
Château d'Haroué
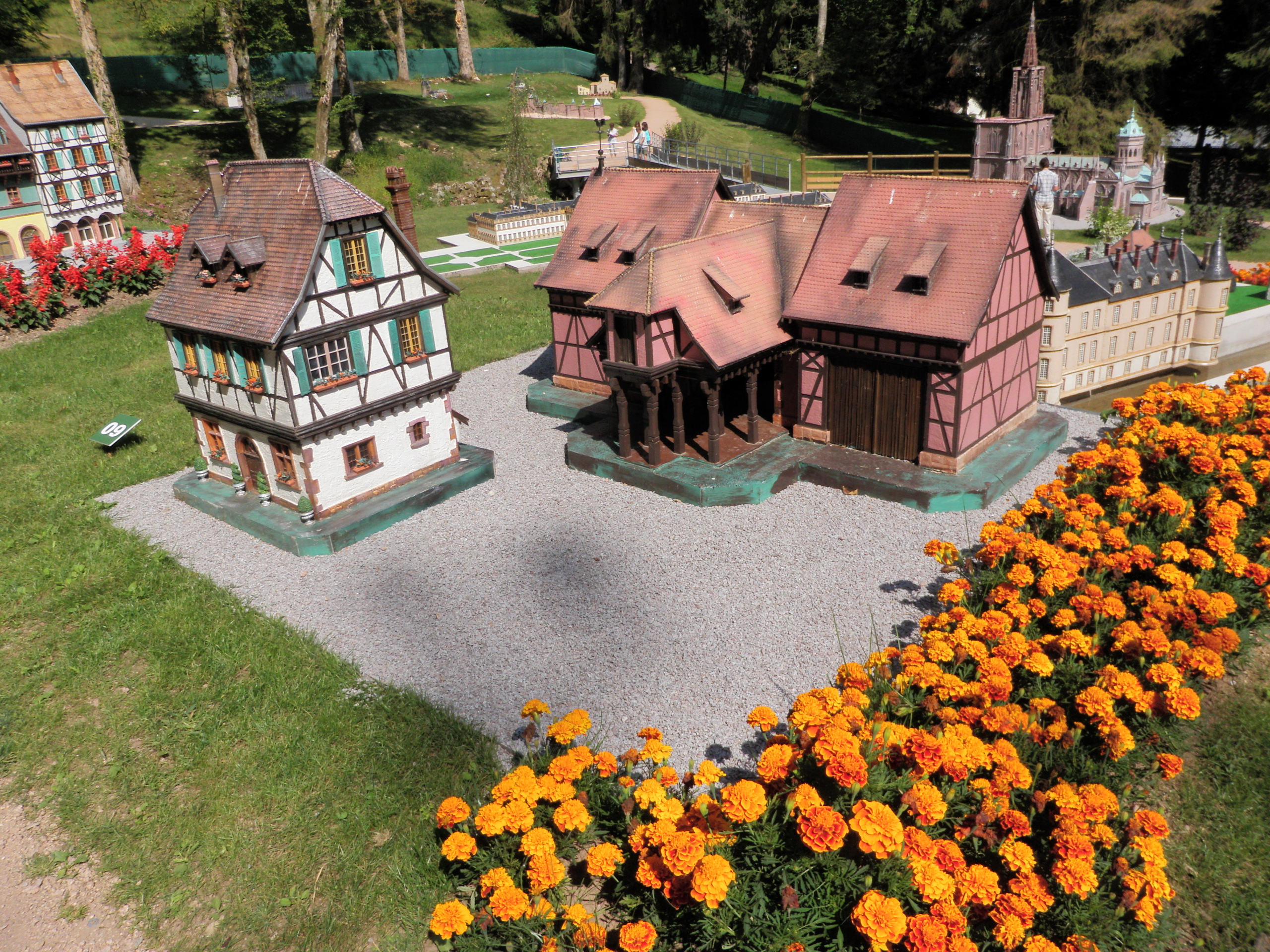
Corps de ferme alsacienne
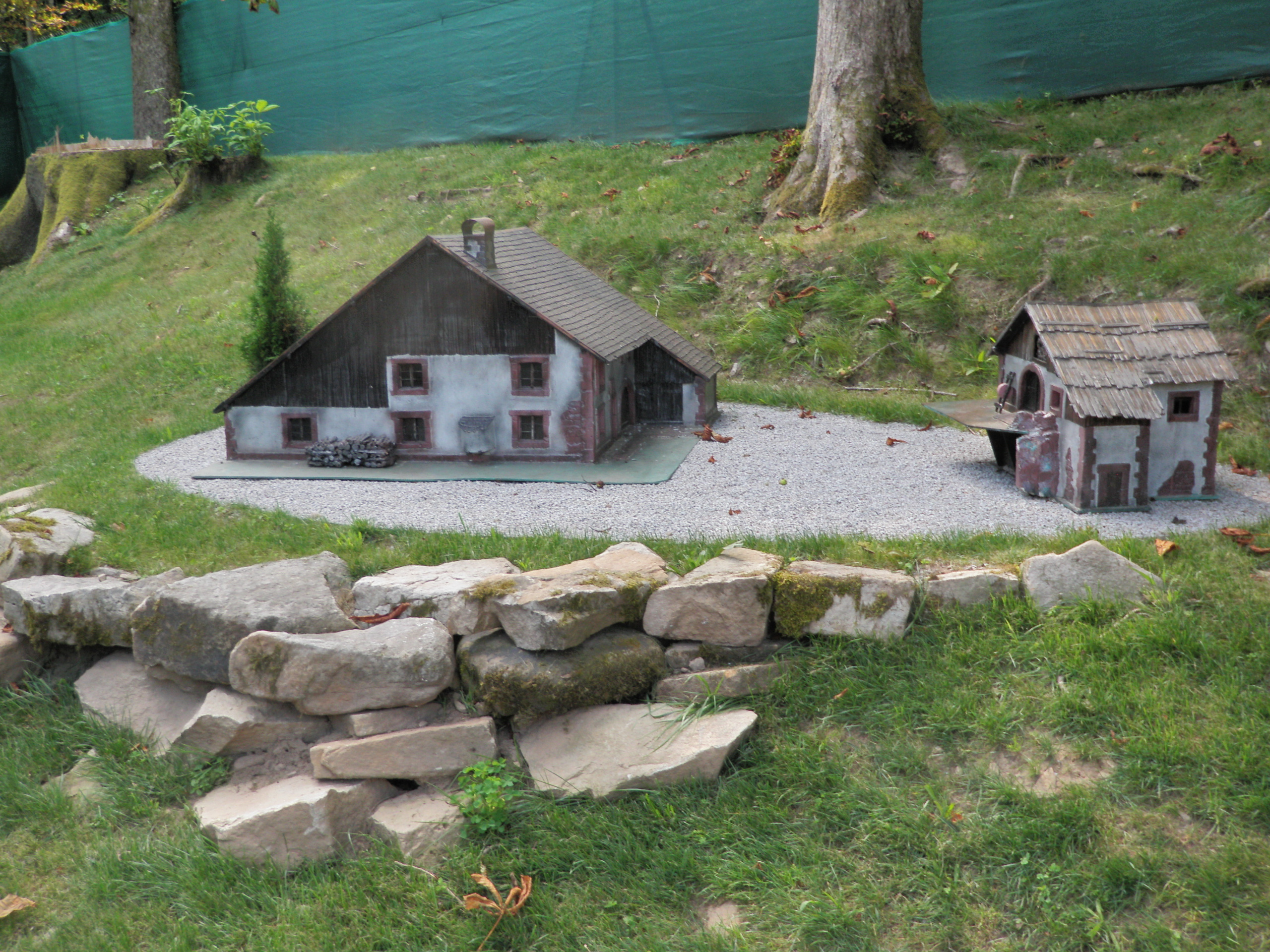
Ferme vosgienne
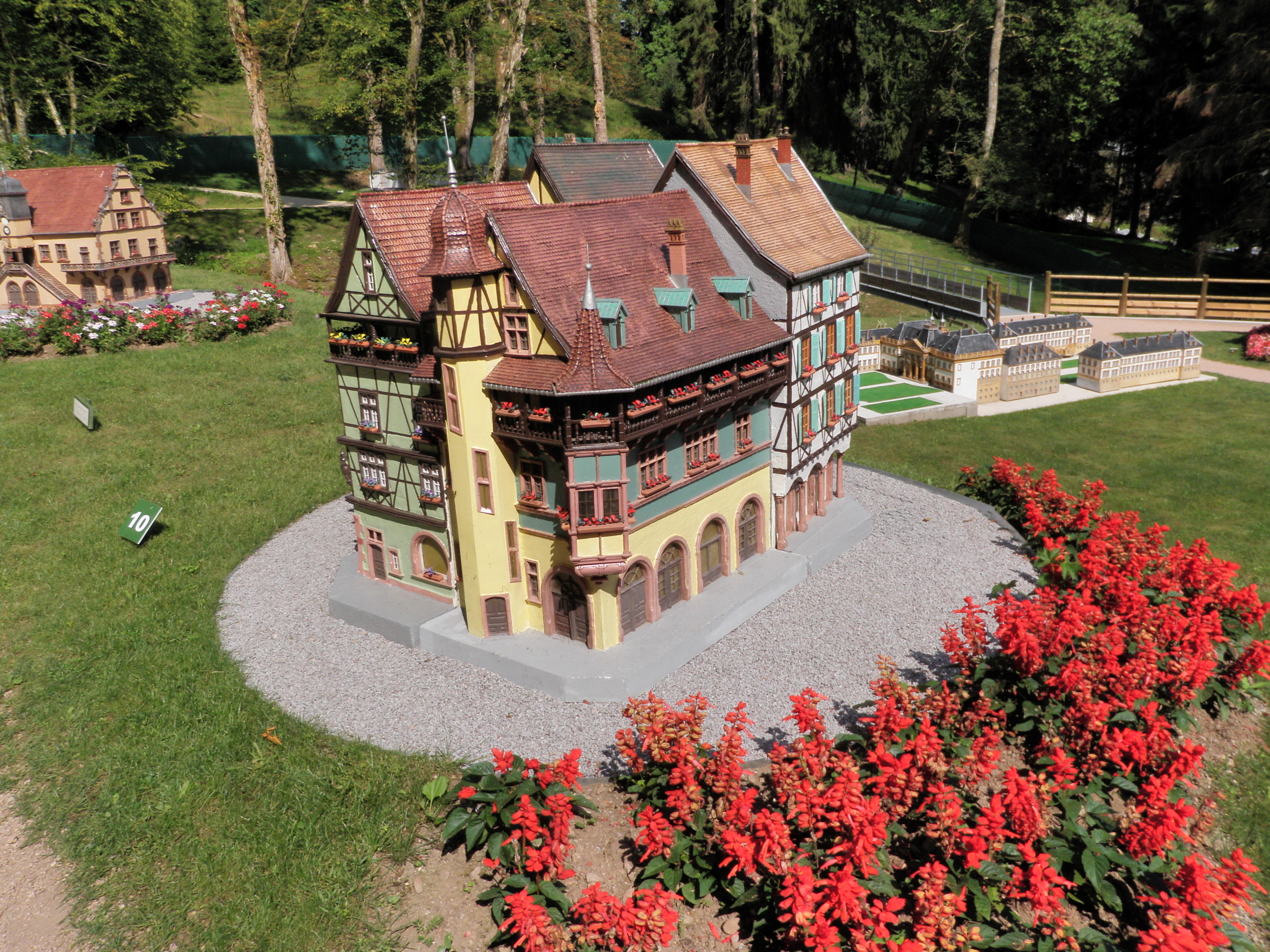
Maison Pfister de Colmar
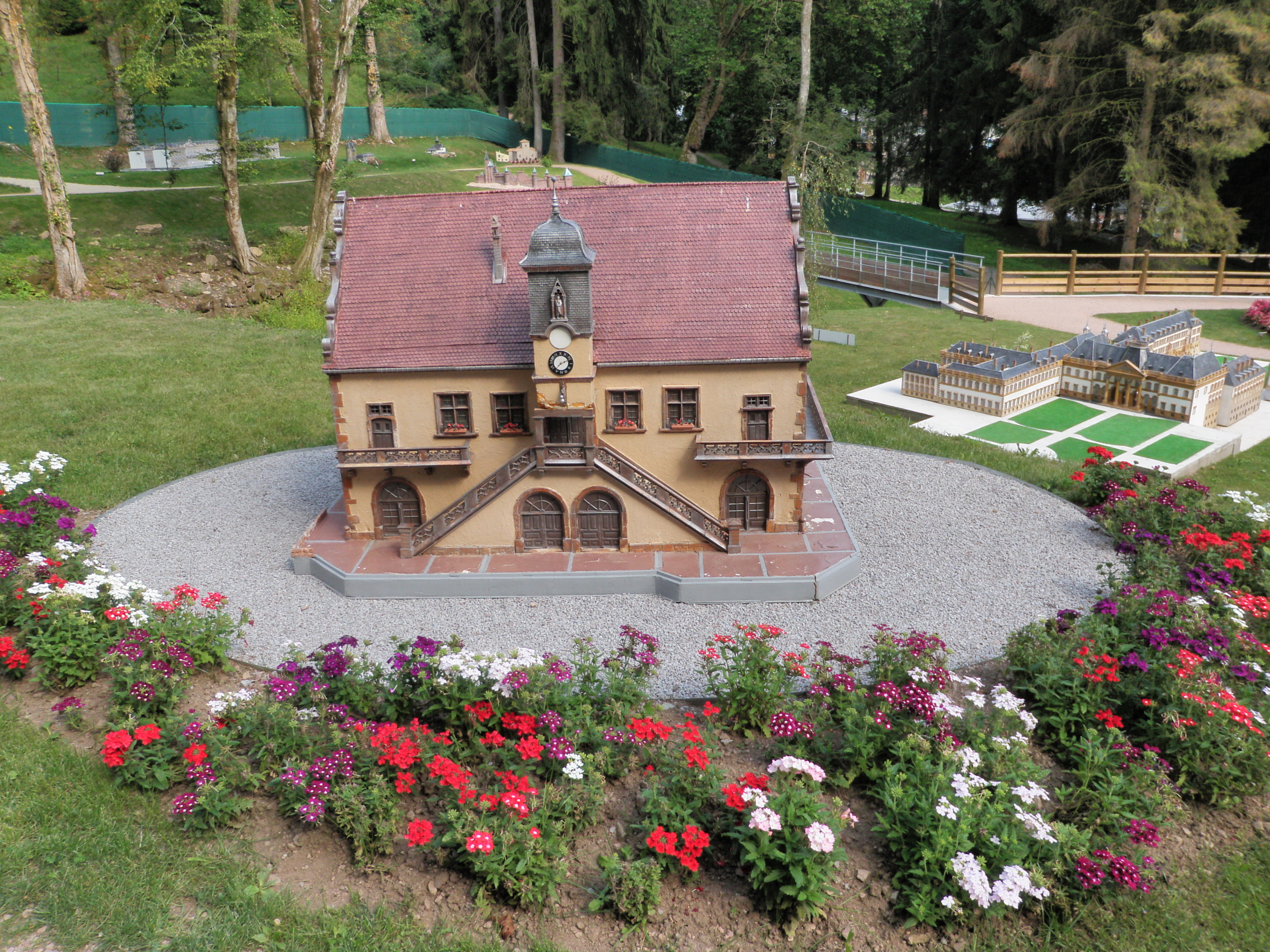
Metzig de Molsheim
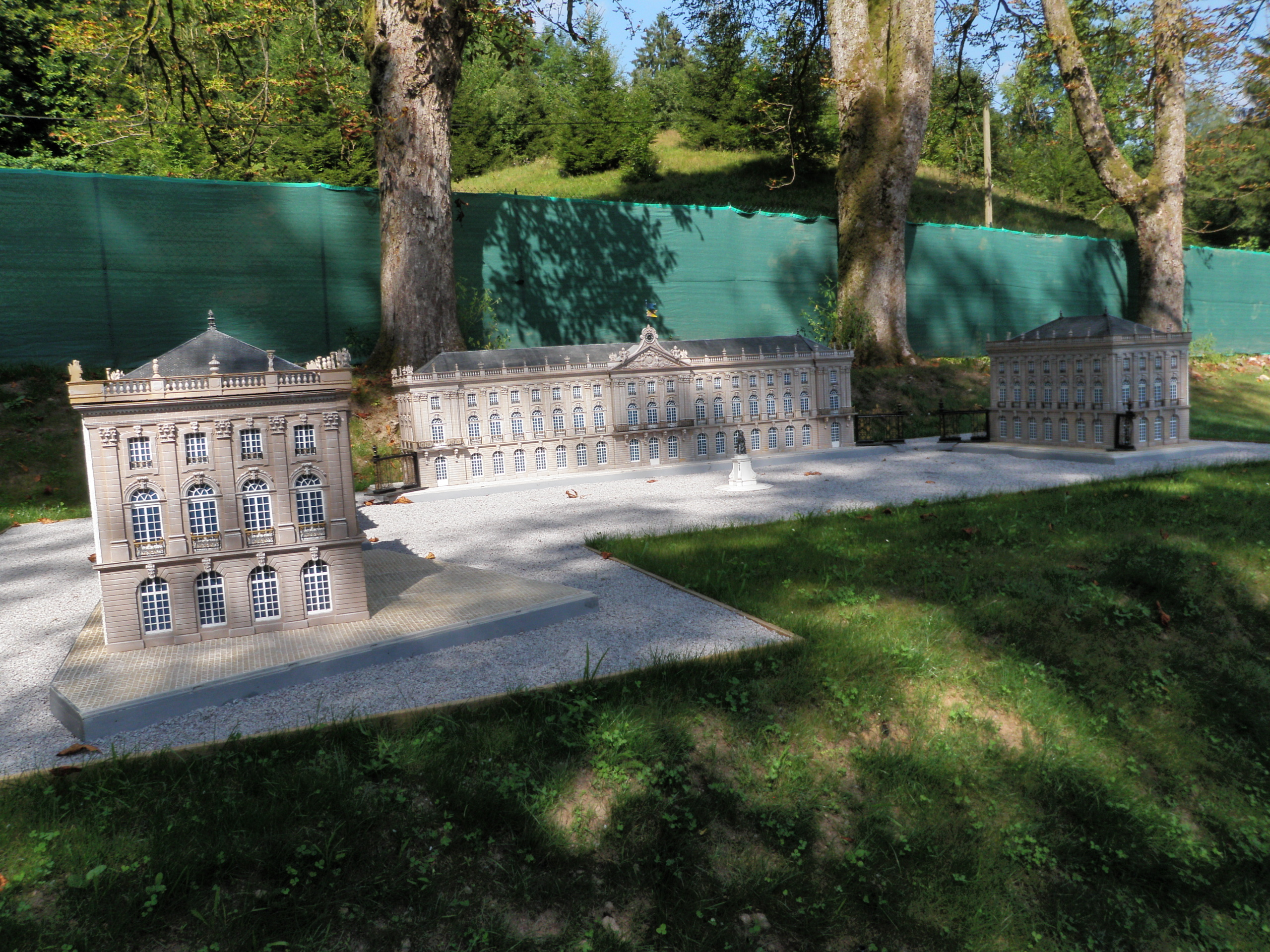
Place Stanislas de Nancy
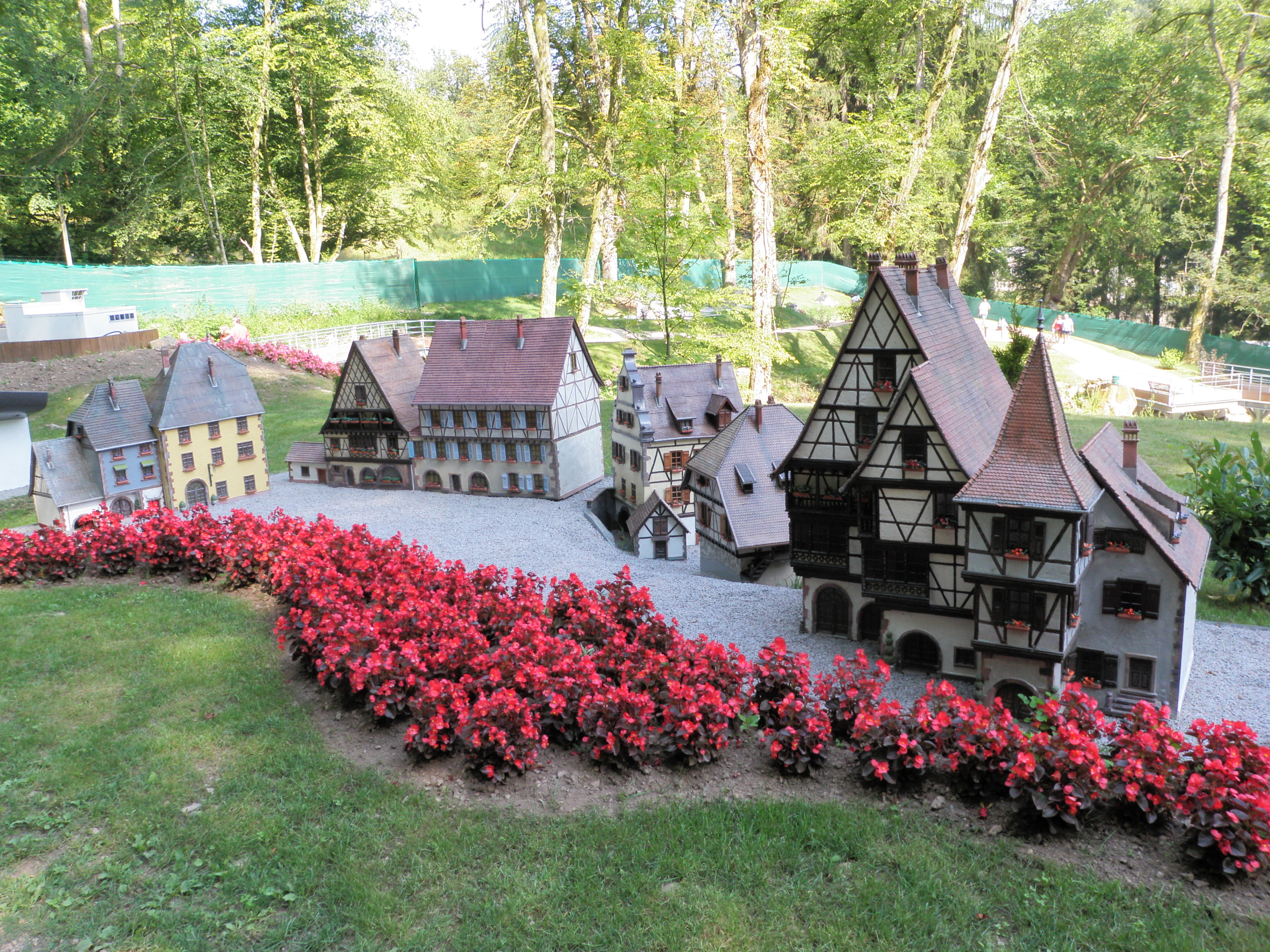
Kaysersberg
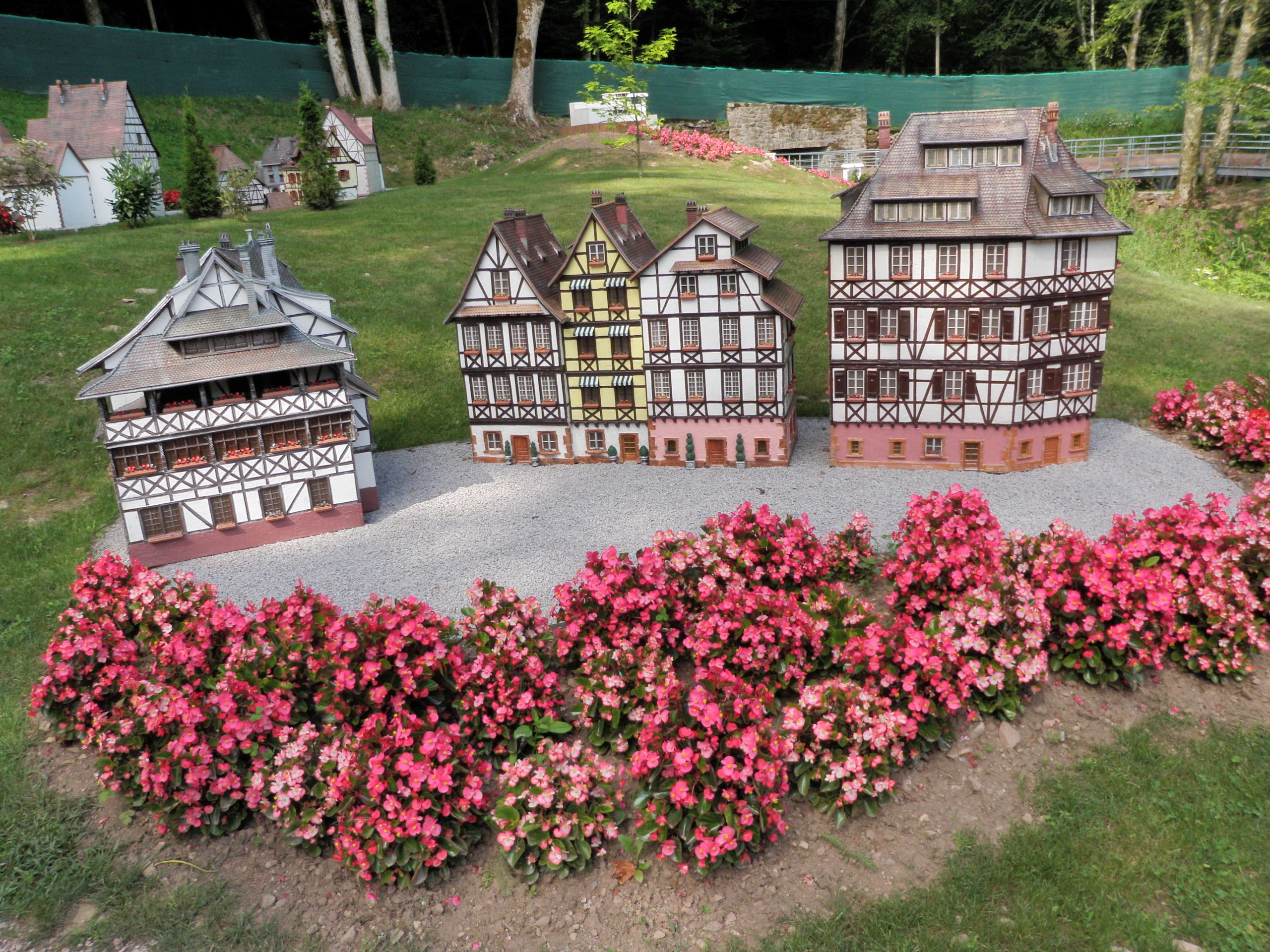
Quartier de la Petite France à Strasbourg
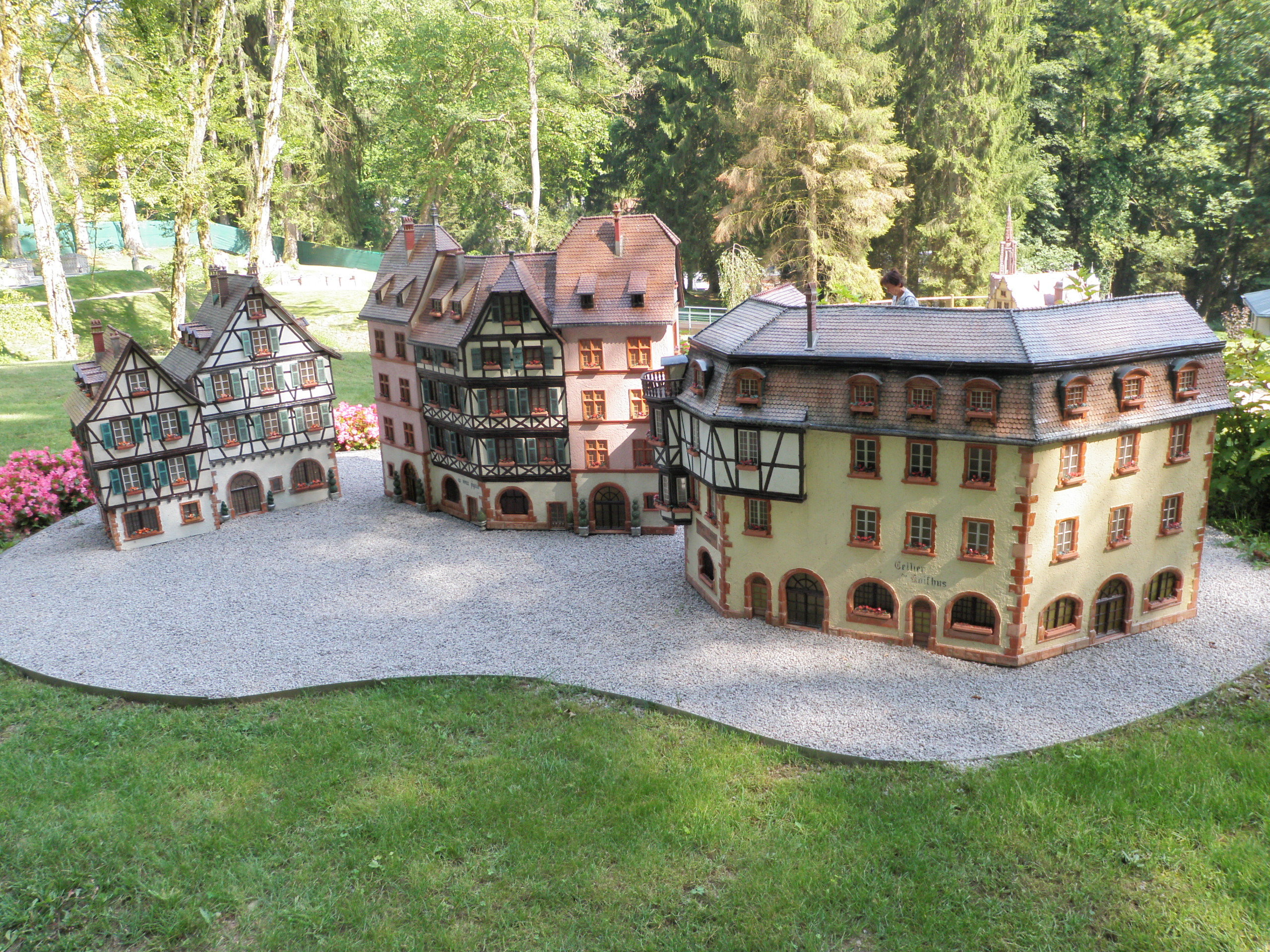
Rue des Marchands de Colmar
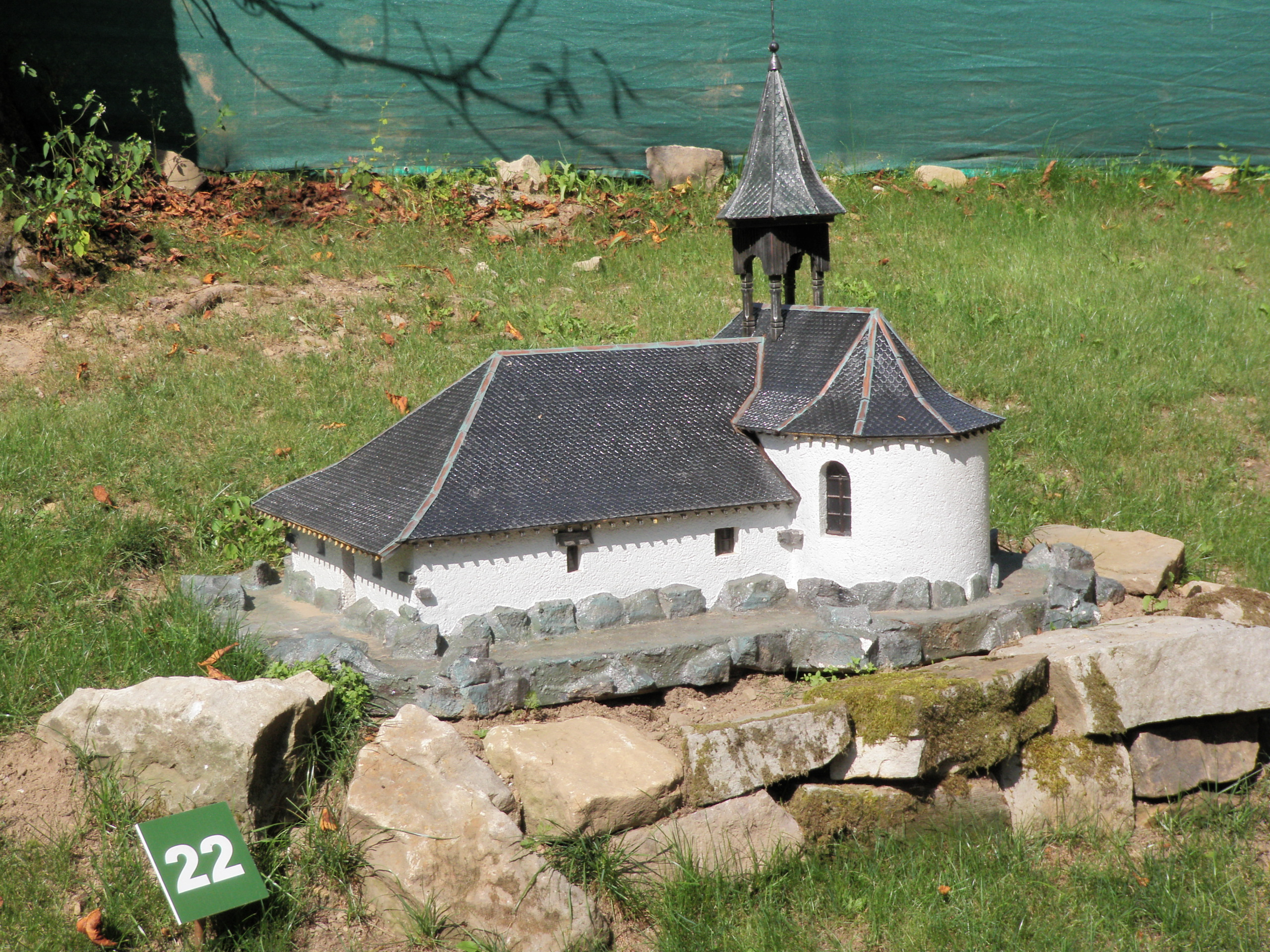
Chapelle de Frère Joseph à Ventron

### Édifices contemporains (XIXe,XXe,XXIesiècles)
- Château des Brasseurs de Xertigny (2014)

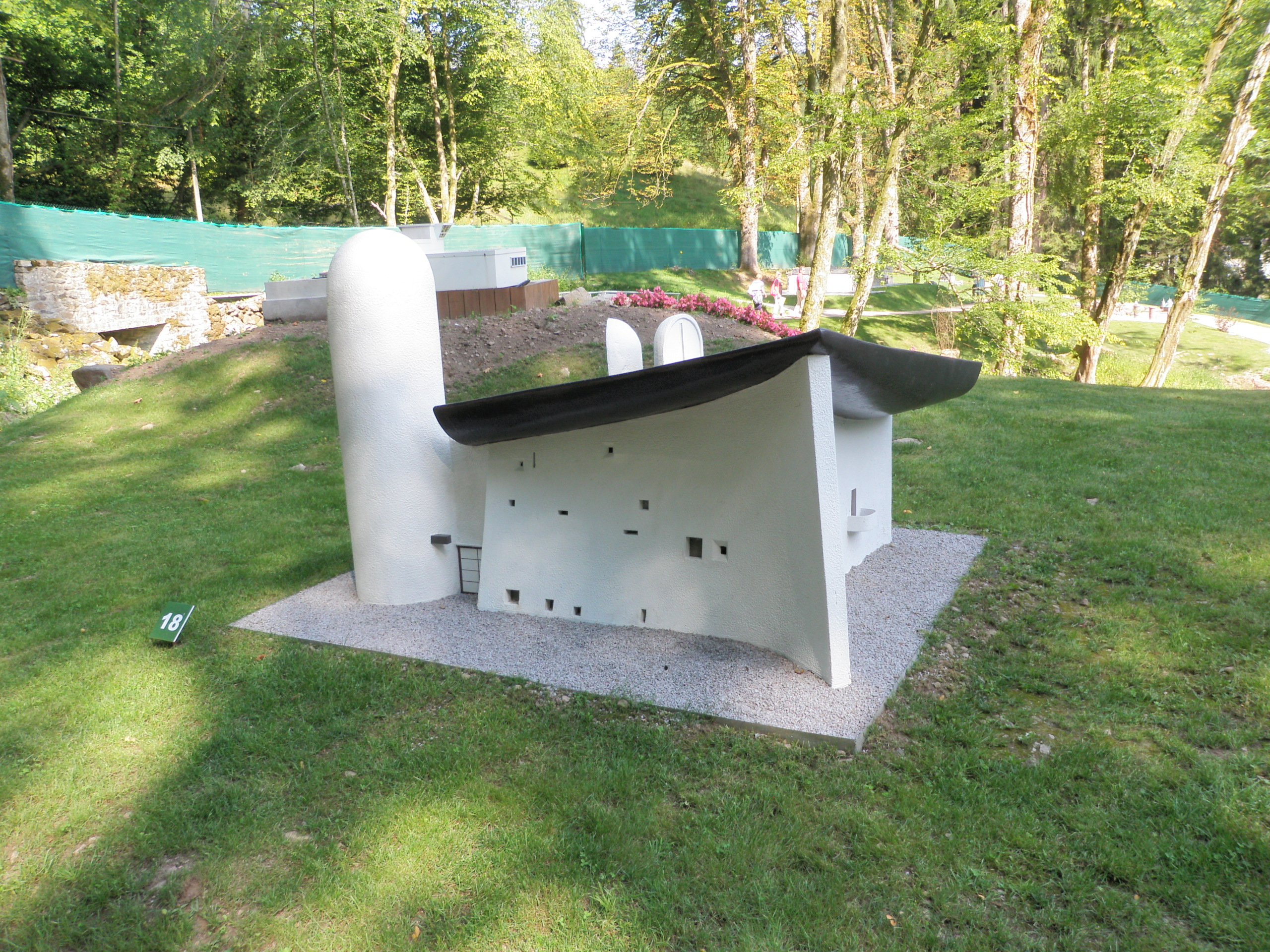
Chapelle Notre-Dame-du-Haut de Ronchamp
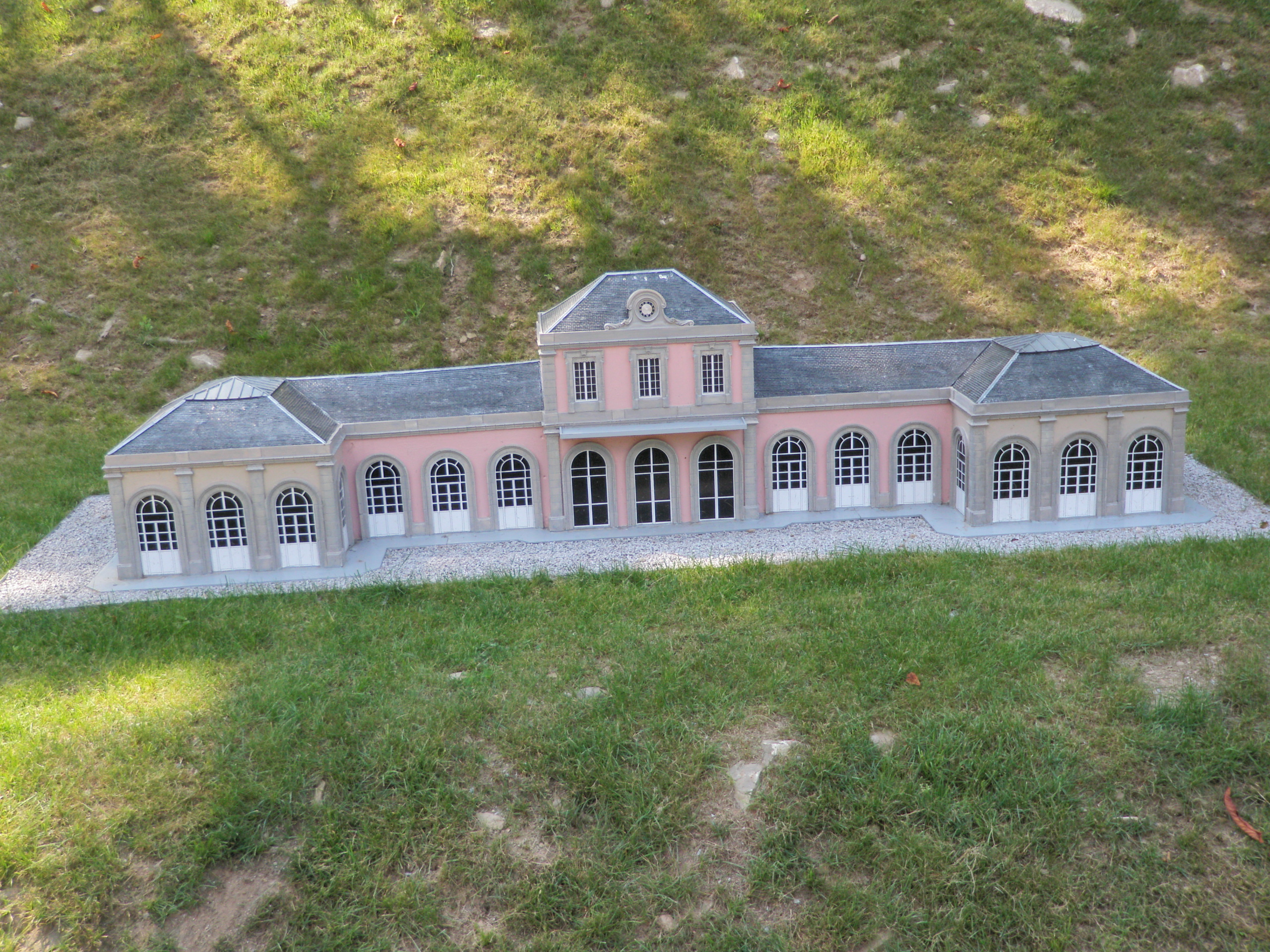
Gare de Remiremont
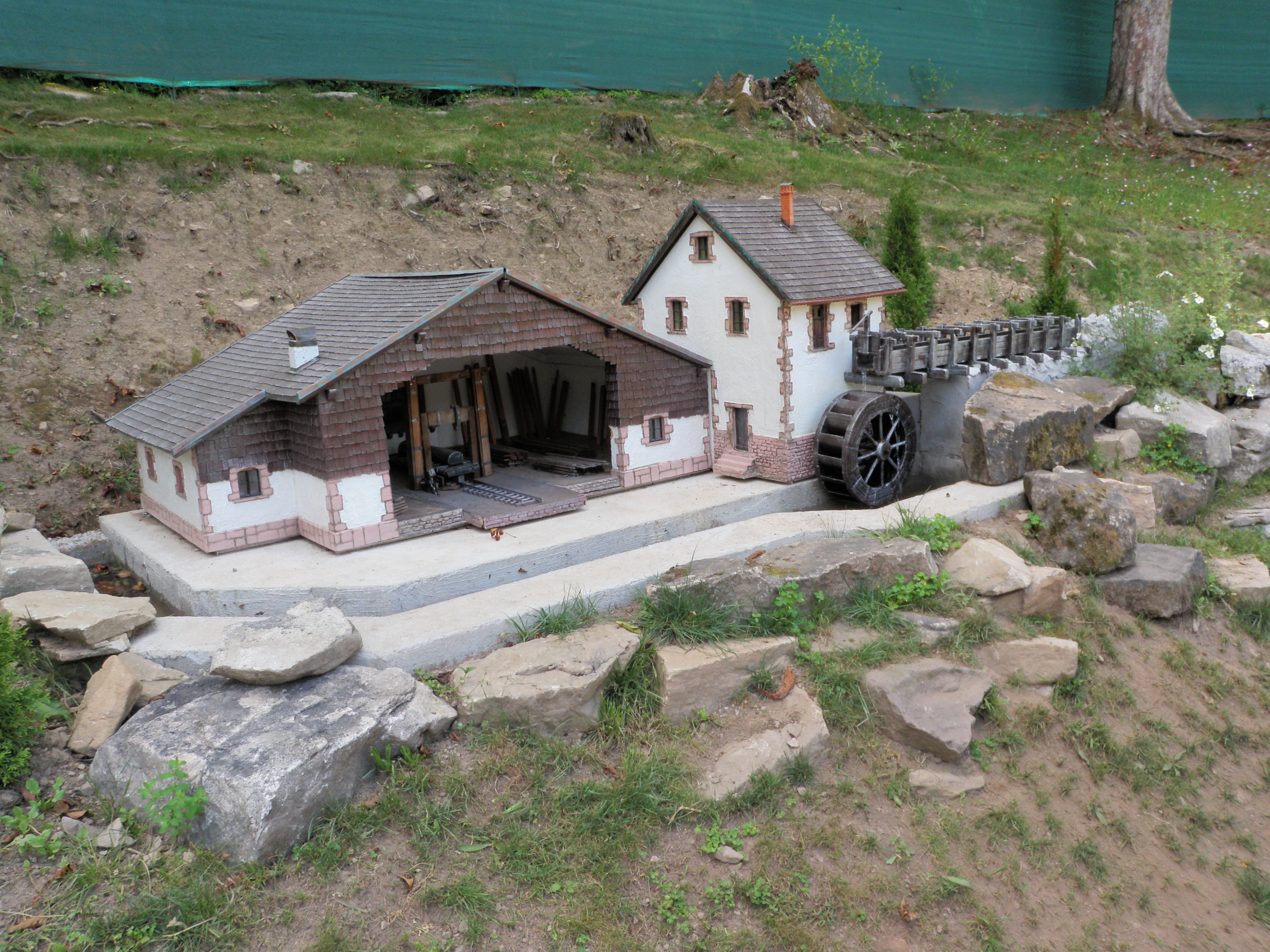
Haut-fer artisanal
- Ossuaire de Douaumont (2018)
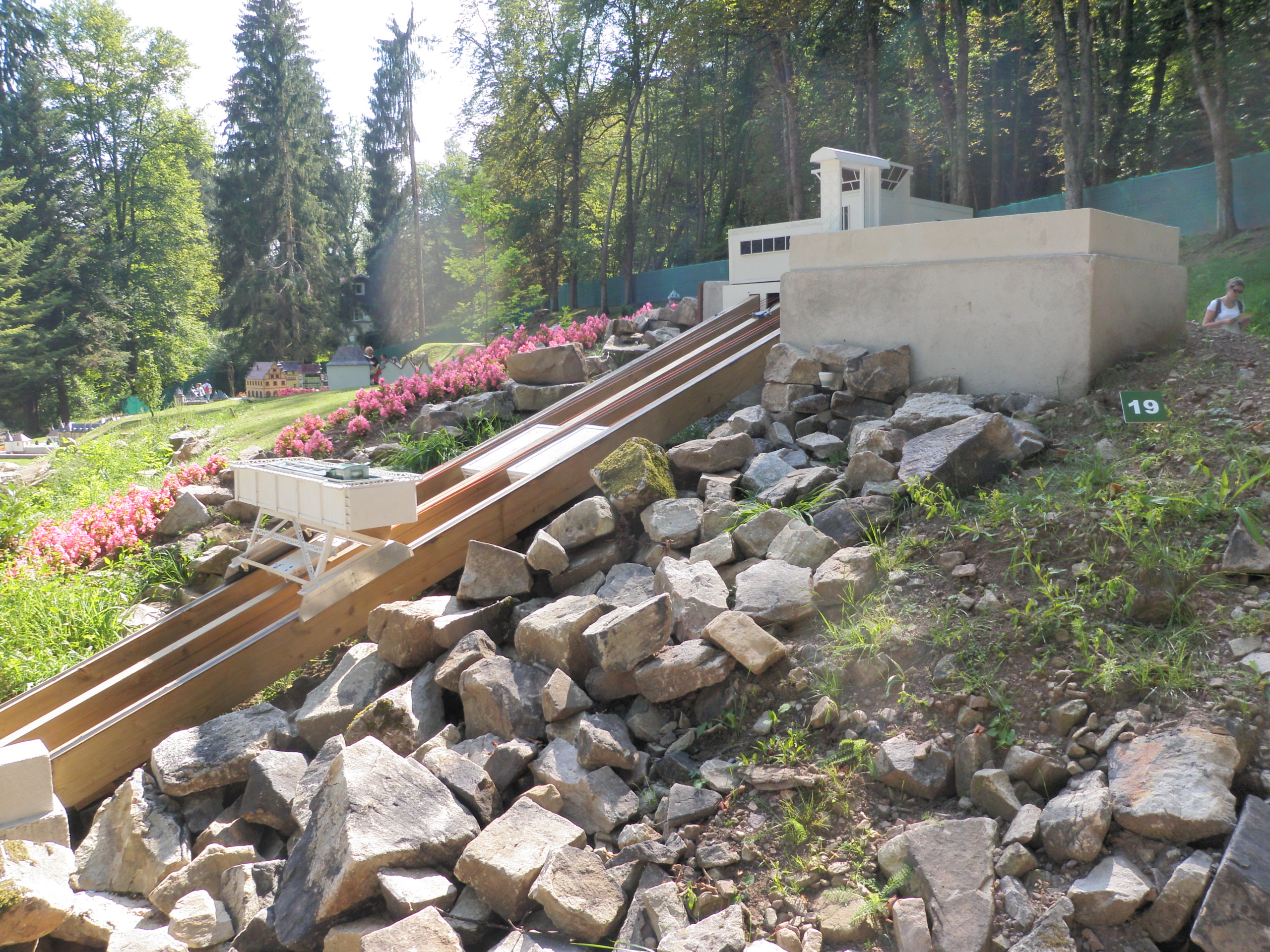
Plan incliné de Saint-Louis-Arzviller
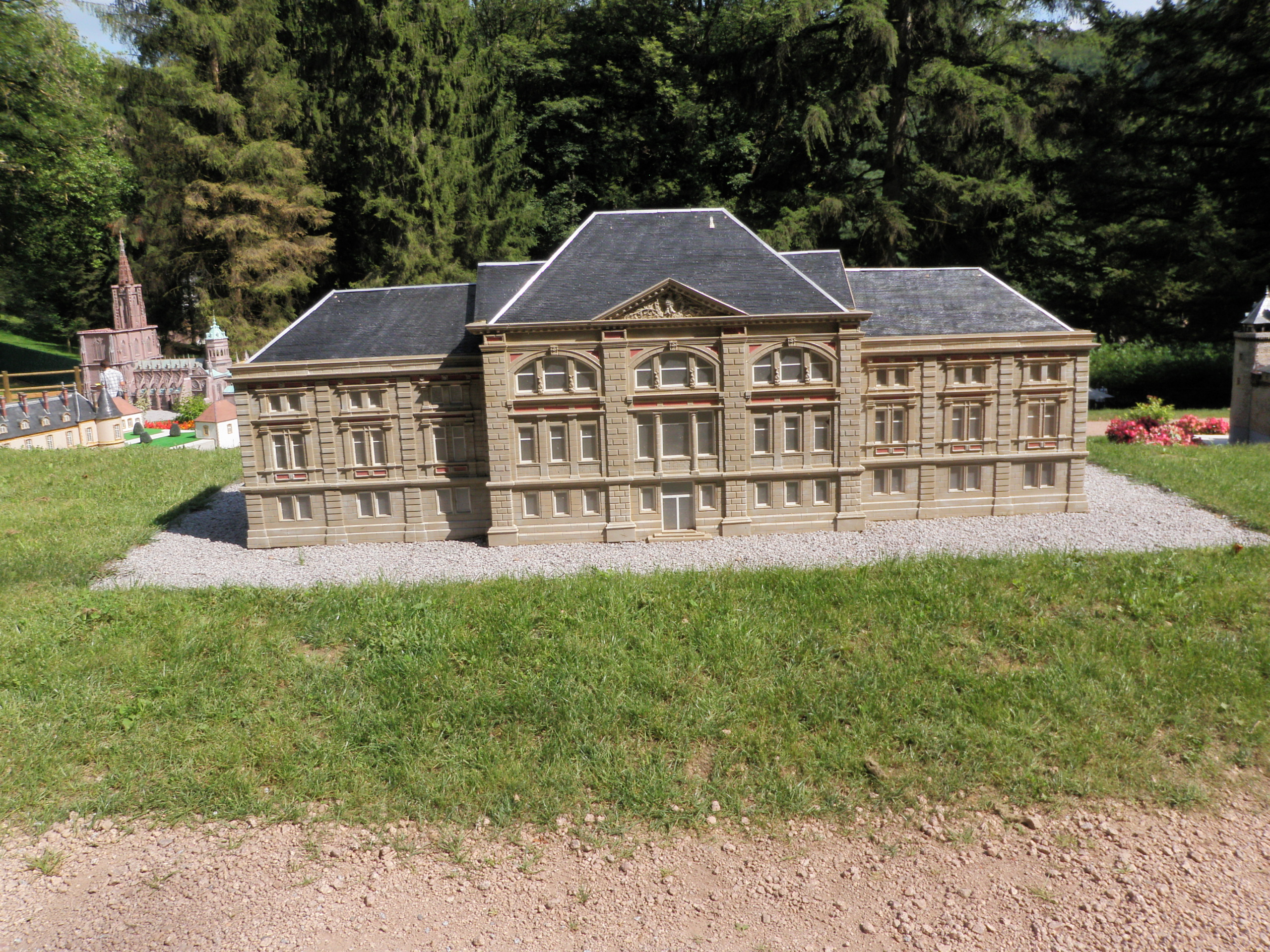
Thermes Napoléon de Plombières-les-Bains (2012)

- Chapelle Notre-Dame-du-Haut de Ronchamp
- Gare de Remiremont
- Haut-fer artisanal
- Plan incliné de Saint-Louis-Arzviller
- Thermes Napoléon de Plombières-les-Bains